# Foglietto illustrativo
Il foglietto illustrativo (comunemente detto bugiardino) è il foglio allegato ai medicinali contenente descrizione (principio attivo), destinazione d'uso, modalità d'uso, posologia, controindicazioni, interazioni e tutti gli effetti indesiderati sperimentalmente raccolti e segnalati dagli assuntori e riconosciuti tali, periodicamente aggiornati col rilascio del farmaco dalla relativa casa farmaceutica. A partire dagli anni novanta le caratteristiche che il foglietto deve avere per essere riconosciuto dal Ministero della Salute come effettivamente valido sono state descritte in un documento europeo poi adottato dal Ministero della Salute.

## Etimologia del terminebugiardino
L'etimologia del termine bugiardino è piuttosto oscura. L'Accademia della Crusca porta come ipotesi il fatto che in Toscana, in particolare nella zona di Siena, si indicava in passato, con il termine bugiardo, la locandina dei quotidiani esposta fuori dalle edicole. Da qui, riducendo le dimensioni del foglio, si sarebbe chiamato bugiardino il foglietto illustrativo dei medicinali.

## Descrizione
Il foglietto illustrativo in Italia è obbligatorio per legge per i prodotti classificati come medicinali qualora le informazioni relative all'uso del medicinale non possano essere stampate nel confezionamento esterno. Per praticità e semplicità d'uso nella quasi totalità dei casi il foglietto viene accluso alla confezione del farmaco, in modo che l'acquirente utilizzatore possa averlo fra le mani e leggerlo.
Esistono anche foglietti illustrativi digitali che ripropongono le stesse o maggiori informazioni di quelli cartacei in formato digitale e sono accessibili tramite browser web o smartphone.